# Pauline Edwards
Pauline Mary Edwards (Dartford, 23 de abril de 1949) es una deportista británica que compitió en tiro con arco, en la modalidad de arco recurvo.
Ganó una medalla de bronce en el Campeonato Mundial de Tiro con Arco al Aire Libre de 1973 y cuatro medallas de plata en el Campeonato Europeo de Tiro con Arco al Aire Libre entre los años 1968 y 1982.
Participó en dos Juegos Olímpicos de Verano, en los años 1972 y 1988, ocupando el quinto lugar en Seúl 1988, en la prueba de equipo.

## Palmarés internacional
| Campeonato Mundial al Aire Libre | Campeonato Mundial al Aire Libre | Campeonato Mundial al Aire Libre | Campeonato Mundial al Aire Libre |
| Año                              | Lugar                            | Medalla                          | Prueba                           |
| -------------------------------- | -------------------------------- | -------------------------------- | -------------------------------- |
| 1973                             | Grenoble (Francia)               | Medalla de bronce                | Equipo                           |
| Campeonato Europeo al Aire Libre |                                  |                                  |                                  |
| Año                              | Lugar                            | Medalla                          | Prueba                           |
| 1968                             | Reutte (Austria)                 | Medalla de plata                 | Individual                       |
| 1968                             | Reutte (Austria)                 | Medalla de plata                 | Equipo                           |
| 1974                             | Zagreb (Yugoslavia)              | Medalla de plata                 | Equipo                           |
| 1982                             | Kecskemét (Hungría)              | Medalla de plata                 | Equipo                           |